# Брадата Агама
Брадата Агама (лат. Pogona vitticeps) је гуштер који припада породици агамида. Пореклом је из сушних делова Аустралије и једна је од најраспрострањенијих врста у тераристици. Име је добила по својој бради која се у одређеним ситуацијама надује и поцрни.

## Изглед
Као и све агаме, карактерише их велика и јака троугласта глава, са карактеристичном брадом. Здепасто и масивно спљоштено тело прекривено је меким бодљама које су по ободу стомака израженије. Претежно су светло браон-беж боје, при чему на леђима имају карактеристичну шару која може да се разликује зависно од варијације (морфа). Расту до величине од 45-60 центиметара (зависно од пола, генетике и услова. Код ове врсте агаме, брада се надува и поцрни ако се осећају угрожено, или када се мужјак удвара женки пред парење. Бодље им се налазе око главе и дуж тела, али при притиску се померају тако да не може доћи до повреде. Код ове врсте гуштера, реп не може да отпадне нити да се регенерише као што је уобичајено код осталих гуштера.

## Природно станиште
Брадате Агаме настањују сушне делове Аустралије, углавном суптропска подручја и пустиње. Већину времена проводе сунчајући се на стенама и камењу, а када је температура превисока крију се испод камења или земље. Аустралија је шездесетих година прошлог века забранила трговину дивљих уловљених јединки.

## Понашање
Постоји читав спектар гестова и сигнала које Брадате Агаме користе у комуникацији са другим јединкама и својом околином. Мужјаци у потврђивању доминације и одбрани шире тело, тамне и надувају браду, цимајући главу горе-доле. За женке је карактеристична(мада не увек)потчињеност у овим ситуацијама(при парењу), где се спушта до земље, лагано клима главом и праве карактеристичне кругове предњим ногама, налик на махање. Овај гест много чешће примењују младунци у међусобној комуникацији.

## Исхрана
Брадате агаме су сваштоједи, исхрана им се састоји од инсеката, воћа и поврћа. Док су млади, одбијају првих неколико месеци биљну храну, а неке јединке преферирају неку одређену врсту и никада не поједу друге врсте биља.
За јединке које се држе као кућни љубимци треба водити рачуна о храни која им се нуди. Треба пазити да се не даје кисело воће, купус и неке друге врсте поврћа тешке за варење. Суплементи су један од битнијих фактора у исхрани. Док су младе,калцијум треба давати уз сваки други оброк, а два пута недељно уместо калцијума користити витамински суплемент. Код Агама које су израсле до пуне величине, калцијум и витамински додатак се додају по два пута недељно и ређе, осим ако се не ради о носећој женки или болесној јединки.
Воду ретко пију, углавном је уносе кроз воће и поврће.